# Jushur
Jushur de Kish fue el primer rey sumerio de la primera dinastía de Kish (después de ca. 2900 BC), según la Lista Real Sumeria.
No se han encontrado evidencias arqueológicas que corroboren su existencia o identidad. Si fue una figura histórica, podría marcar el comienzo del Período Dinástico Arcaico o Protodinástico de Mesopotamia, correspondiente a grandes rasgos a la Edad del Bronce